# Psyllaephagus longistylus
Psyllaephagus longistylus är en stekelart som först beskrevs av Girault 1929.  Psyllaephagus longistylus ingår i släktet Psyllaephagus och familjen sköldlussteklar. Inga underarter finns listade i Catalogue of Life.